# Anaulacomera asema
Anaulacomera asema är en insektsart som beskrevs av Morgan Hebard 1927. Anaulacomera asema ingår i släktet Anaulacomera och familjen vårtbitare. Inga underarter finns listade i Catalogue of Life.